# Fasitoʻo Tai
Fasitoʻo Tai – miejscowość w Samoa (Aʻana), na wyspie Upolu. W 2016 roku Fasito'o Tai liczyło 1573 mieszkańców.